# Samsung Galaxy Note 10.1
El Samsung Galaxy Note 10.1 es una tableta de 10,1 pulgadas fabricado y lanzado por Samsung. Fue anunciado en febrero de 2012, y lanzado finalmente al público en agosto de 2012.

## Características
A diferencia de las demás tabletas, y al igual que los demás dispositivos de la línea Galaxy "Note", es prescindible el uso del "S Pen", un lápiz digital táctil capaz de poder usarse en la pantalla.

## Periféricos y accesorios
Para utilizar un teclado externo:
- se puede emplear el teclado dock de Samsung.
- el Adaptador USB Samsung EPL-1PLR es un Host que cuenta con un puerto USB estándar, para acceder a un lápiz de memoria o a un teclado.[1]

El adaptador opcional HDTV proporciona una salida HDMI.